# Piko
Die Piko Spielwaren GmbH (Eigenschreibung PIKO) ist ein deutscher Hersteller von Modelleisenbahnen und Modellbauzubehör mit Sitz in Sonneberg. Im Jahr 1992 wurde der ehemalige Volkseigene Betrieb (VEB) privatisiert und von René F. Wilfer übernommen. Die Firmierung wurde in Piko Spielwaren GmbH geändert.
Piko gilt neben Märklin und Roco als der dritte große Hersteller mit einem Komplettangebot in den Modellbaugrößen G, H0, TT und N.
Piko war ein Volkseigener Betrieb (VEB) der Deutschen Demokratischen Republik (DDR), der elektromechanisches Spielzeug sowie Modelleisenbahnen und -zubehör produzierte. Die Modellbahnen wurden in den Nenngrößen H0 (seit 1949) und N (1964–1989) hergestellt und im In- und Ausland verkauft.

## Geschichte

### 1948 bis 1990

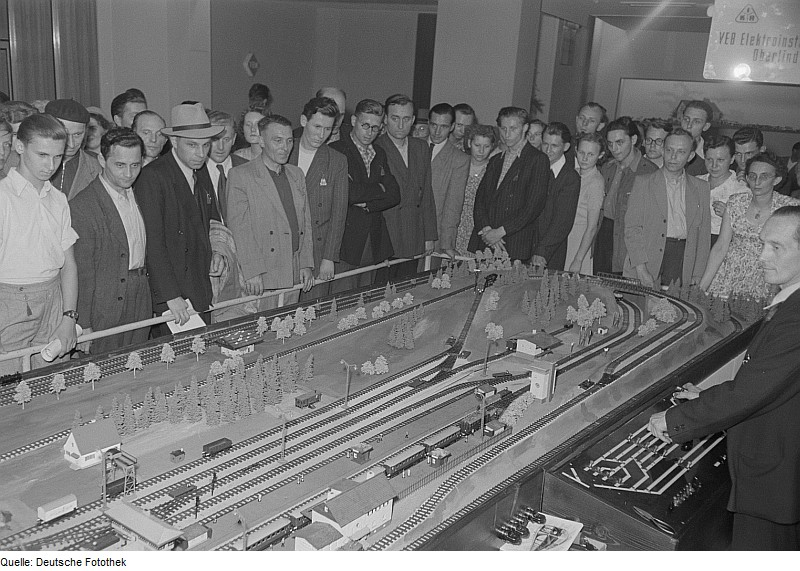
Besucher an einer Piko-Modelleisenbahnanlage 1953

Von der Sowjetischen Militäradministration in Deutschland (SMAD) wurde schon 1948, noch vor Gründung der DDR, die Entwicklung und Produktion einer elektrischen Miniatureisenbahn beschlossen, da die Einwohner der sowjetischen Besatzungszone nach der Währungsreform in Westdeutschland keine Modelleisenbahnteile mehr mit der in der DDR noch gültigen Währung der Reichsmark kaufen konnten. Die Produktion begann daraufhin in Chemnitz im ehemaligen Siemens & Halske-Werk, das im sowjetischen Besitz den Namen Gesellschaft Kabel trug (später RFT-Gerätewerk) und bis dahin Messinstrumente hergestellt hatte.
Die ersten beiden Spielzeugeisenbahnpackungen der Baugröße H0 wurden 1949 auf der Leipziger Herbstmesse unter dem Namen Pico Express vorgestellt. Die Zugpackungen enthielten einerseits die Elektrolokomotive ME 102 und andererseits die stromlinienförmige Dampflokomotive mit Schlepptender ME 101. Woher die Schreibweise von Pico mit c kam, ist unbekannt; aber es ist anzunehmen, dass Pico Express das Gegenstück zu Trix Express werden sollte.
Nach wenigen Jahren konnte der Bedarf an Modelleisenbahnen durch den Standort Chemnitz nicht mehr gedeckt werden, weshalb die Produktion 1952 zum VEB IKA Oberlind nach Sonneberg verlagert wurde. Dieser Betrieb produzierte neben elektrischen Installationsartikeln und Haushaltsgeräten nun auch Modelleisenbahnen unter dem Handelsnamen Piko (Abkürzung für Pionier Konstruktion). Für den neuen Produktionszweig Modelleisenbahnen gründete IKA Oberlind eine eigene Entwicklungsabteilung, deren Leiter Erhard Fickert wurde. Im Jahre 1959 etablierte der zwischenzeitlich in VEB Elektroinstallation Oberlind (EIO) umbenannte Betrieb zur Entwicklung von Modellbahnen der Baugröße H0 eine Außenstelle in Radeburg.

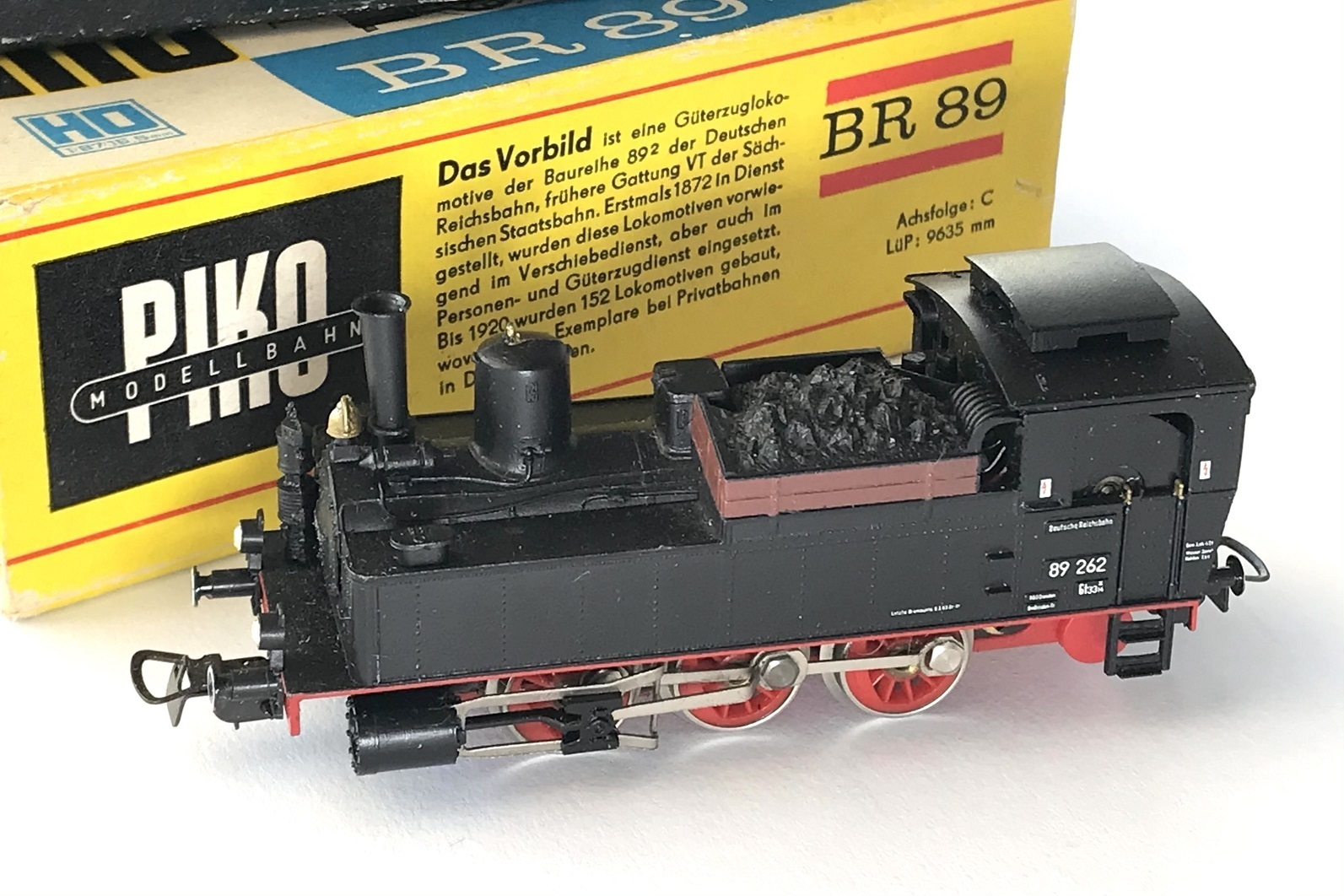
Piko Lok BR 89, Artikel 5/6300, vor Originalverpackung.

1962 wurde der VEB Piko Sonneberg gegründet, der den Modelleisenbahnbereich der EIO übernahm und dem der VEB Feinmechanik Sonneberg angeschlossen wurde. Der neue Betrieb entwickelte und produzierte vielerlei mechanisches und elektromechanisches Spielzeug. Zur Hauptbetriebsstätte wurde der seit 1937 in der Sonneberger Stadtmitte liegende Gebäudekomplex des ehemaligen Luftwaffenbekleidungsamtes, das ab 1948 von der Stadt und dem Landkreis als Behördenhaus genutzt worden war. Erster Betriebsleiter wurde Eugen Furch, der einige Zeit später von Hans Schau abgelöst wurde. Bereits 1963 wurde die EIO-Außenstelle in Radeburg Piko zugeordnet. Sie hatte neue Modelle zu konstruieren und Triebfahrzeuge und Wagen selbst zu produzieren.  Ab 1964 wurden die Entwicklungs- und Konstruktionsarbeiten der Nenngröße H0 überwiegend nach Radeburg verlagert, während die Fertigung und der Vertrieb in Sonneberg konzentriert blieben. Außerdem wurde in Sonneberg die Entwicklung der Spur N betrieben. 1965 wurde die Außenstelle in Radeburg geschlossen und Piko in Sonneberg übernahm wieder alle Entwicklungs- und Produktionsaufgaben der Spur H0.

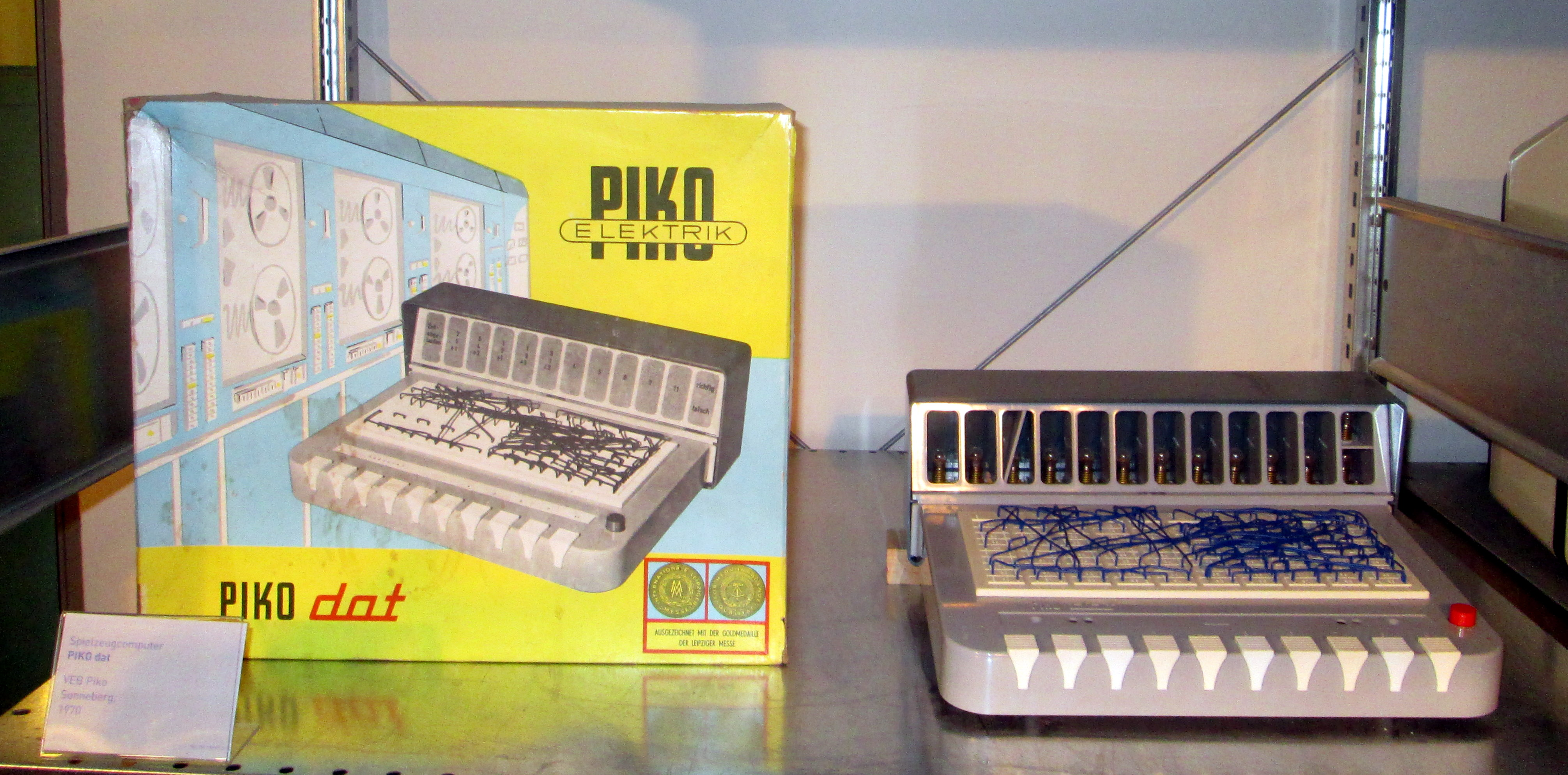
Der Piko dat.

1968 entwickelte man den ersten Lerncomputer der DDR, den Piko dat.
Piko übernahm nun auch den Vertrieb der Produkte des VEB Modellbahnzubehör Glashütte, des VEB Modellbahn Oybin (ab 1990 Sachsenmodelle) und des VEB Modellbahnwagen Dresden (vormals Schicht), die Modelleisenbahnwagen und Zubehör in der Nenngröße H0 herstellten.
Mit der Gründung des Kombinats Piko Sonneberg 1974 wurde die bisherige Produktion elektromechanischer Spielwaren erweitert. Dem VEB Piko Sonneberg wurden weitere Betriebe wie Elmes (später VEB Anker-Mechanik Eisfeld), Prefo (VEB Prefo Dresden) und Presu (später VEB Press- und Spritzwerk Suhl) direkt unterstellt, um die Angebote zu erweitern und die Produktion zu optimieren. Piko wurde im Lauf der Jahrzehnte als Leitbetrieb für mechanisches und elektromechanisches Spielzeug immer weiter ausgebaut.
1981 erfolgte mit dem Kombinat Spielwaren Sonneberg eine weitere Konzentration, infolgedessen wurde das Kombinat Piko Sonneberg aufgelöst. Der VEB Piko Sonneberg wurde diesem neuen Kombinat zugeordnet und zum Erzeugnisgruppenleitbetrieb für Modelleisenbahnen. Die Modelleisenbahnprodukte wurden nun mit dem Handelsnamen Piko geschützt. Auch viele von den Versandhäusern Quelle und Otto vertriebenen Modelleisenbahnartikel waren Piko-Erzeugnisse. 1989 bestand Piko aus 15 Betriebsteilen mit etwa 1000 Beschäftigten.

### Ab 1991

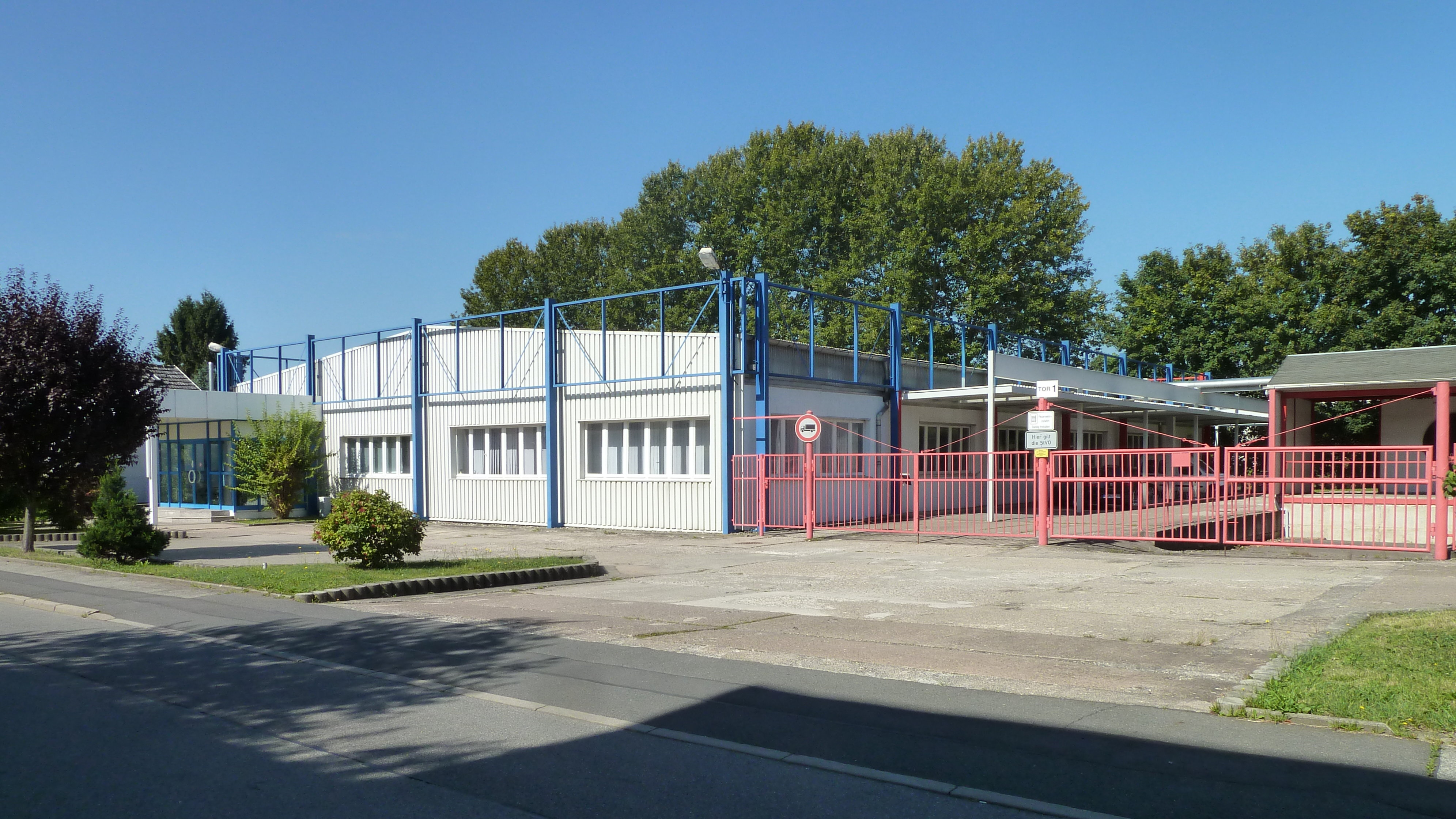
Verwaltungsgebäude in Sonneberg-Oberlind

Nach der Wiedervereinigung 1990 wurden die zu Piko gehörenden Betriebe von der Treuhandanstalt abgewickelt oder privatisiert. VEB Piko Sonneberg, dem das Aus drohte, wurde von Dr. René F. Wilfer gekauft und trägt seit dem 1. Mai 1992 den Namen „Piko Spielwaren GmbH“. Es erwies sich langfristig als notwendig, das Sortiment auf den Modelleisenbahnbereich zu konzentrieren und zu überarbeiten, die Produktion technisch zu modernisieren und gleichzeitig das Fahrzeugprogramm in H0 stetig zu erweitern. Dabei vermied Piko Mehrfachentwicklungen und setzte konsequent auf solche Modelle, die von den Mitbewerbern nicht oder nicht mehr angeboten wurden. Von den früheren Mitarbeitern wurden nur rund 10 Prozent übernommen. Die Betriebsstätte wurde aus dem Gebäudekomplex des vormaligen Luftwaffenbekleidungsamtes aus der Stadtmitte nach Oberlind in neue Gebäude verlagert.
In den späten 1990er-Jahren wurde mit der Herstellung von Gebäuden für die Nenngrößen H0, N und IIm (G) begonnen. 2002 erfolgte die Vorstellung des Piko-A-Gleises, womit Piko in der Nenngröße H0 wieder zu einem Vollsortiment-Anbieter wurde. Im Jahre 2005 kam mit der Siemens ES64U2 ein erstes Piko-Modell für die Nenngröße TT auf den Markt. 2010 kam mit Piko-Expert eine weitere H0-Produktreihe heraus. Die Fahrzeuge aus dem Piko-Expert-Programm (mittlerweile ist es quasi der neue Standard von PIKO) liegen preislich wie nach Ebene zwischen dem Hobbyprogramm und dem Classic-Nostalgieangebot. Das Expert-Programm wird sowohl im Zweileiter-Gleissystem als auch im Mittelleiter-Gleissystem angeboten.
Seit dem Jahr 1999, in dem Piko 50 Jahre alt wurde, führt die Firma alle zwei Jahre einen Tag der offenen Tür durch.
Stand 2018 wurden laut eigener Darstellung in Sonneberg nur noch Produkte der Spur G (Gartenbahn) gefertigt, die Artikel der Spuren N, TT und H0 überwiegend in Chashan (China).
In Sonneberg ist der zentrale PIKO-Platz nach der Firma benannt.

## Produkte

### Historisch

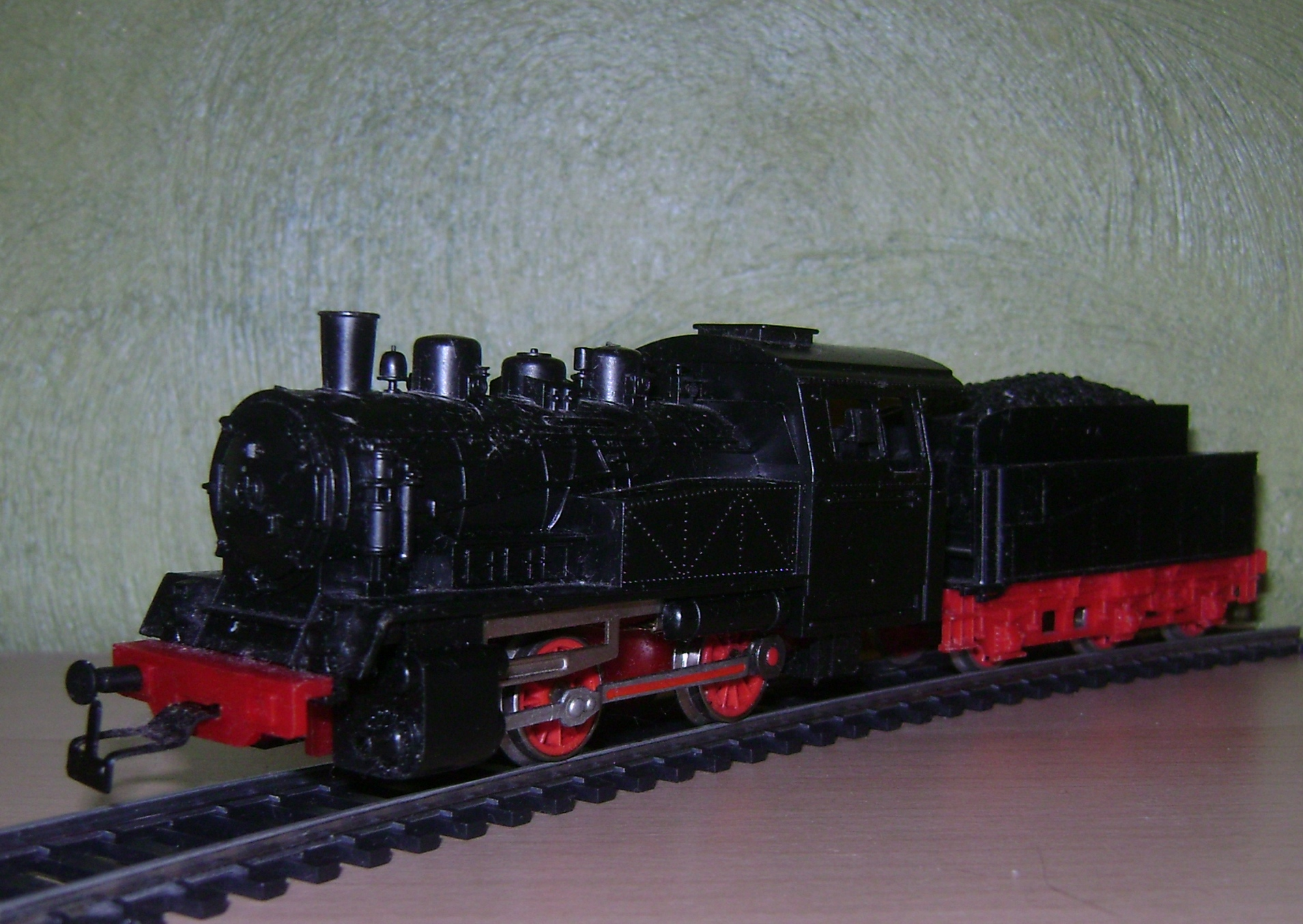
Dampflok Baureihe 98 003

Piko, seit 1961 Zentrum für die Herstellung von mechanischem und elektromechanischem Spielzeug, produzierte neben Modelleisenbahnen in den Nenngrößen H0 und N auch Spielzeug-Autos und -Musikinstrumente, Kinderwerkzeugmaschinen und hauswirtschaftliches Spielzeug für Mädchen und Jungen wie Waschmaschinen, Staubsauger, Registrierkassen, Bohrmaschinen oder Blech- und Kunststoff-Spielzeug für Kleinkinder. So wurde auf der Leipziger Frühjahrsmesse, damals die internationale Messe für Technik und Konsumgüter, die Kindernähmaschine elektra von VEB Piko Sonneberg 1968 erstmals präsentiert.
Die damaligen Modellbahn-Fahrzeuge bestachen durch ein sehr hohes Maß an Detaillierung; über die Firma Schreiber aus Fürth gelangten die Produkte auch auf den westdeutschen Markt.

### Nenngröße H0
Das Standard-Sortiment umfasst zahlreiche Modelle nach Vorbildern der Deutschen Reichsbahn und der Deutschen Bahn für die Spur H0. Dazu gehören beispielsweise Lokomotiven der DB-Baureihe 82 oder der DR-Baureihe E 93. Aufsehen erregte Piko, als über den Conrad-Electronic-Versand 2001 erstmals preisgünstige Lokomotiven im Maßstab H0 angeboten wurden. Damit gab es preiswerte und einfache Modelle für Neueinsteiger und Spielbahner. Die Produktpalette wurde um den ÖBB-Loktyp Siemens Taurus, die DB-Baureihe 185, 189, DB-Baureihe 101 und DB-Baureihe 218 erweitert. Der niedrige Preis wird unter anderem dadurch erzielt, dass diese Modelle von einem Produzenten aus Hongkong zugekauft werden oder im eigenen Werk in Chashan (China) gefertigt werden. Andere Anbieter wie Märklin folgten diesem Beispiel zeitweise.

Einige Lok-Modelle aus dem Hobby-Sortiment.

### Nenngröße TT
Weitere preiswerte Lokomotiven für die Spur TT kamen durch Piko im Jahre 2005 in die Verkaufseinrichtungen. Es folgten der ICE 3, der Herkules und die DB-Baureihe 151. So gelang der Einstieg in den Markt der Nenngröße TT, der in Osteuropa und den neuen Bundesländern – dem Gebiet der ehemaligen DDR – nach wie vor populär war.

### Nenngröße N
Während das alte Sortiment noch vor der Wende komplett eingestellt worden war, einzig die Form eines Doppelstockzuges fand weitgehend unverändert den Weg zu Minitrix, gibt es seit 2010 neue Spur N Modelle von Piko zunächst nach französischen Vorbildern, dies in Kooperation mit dem damaligen Importeur von Piko. Kurze Zeit später begann man auch mit einem neuen Angebot deutscher sowie internationaler Vorbilder.
Lokomotiven von PIKO (1964–1989)
- 5/4117 BR 55 der DR
- 5/4118 BR 040 der SNCF
- 5/4119 BR 81 der SNCB
- 5/4120 BR 427.0 der CSD
- 5/4103 BR 65.10 der DR

### Nenngröße G
Im Sommer 2006 brachte Piko mit dem Taurus in der Nenngröße G für die Spur 1 beziehungsweise Spur IIm  erstmals ein Triebfahrzeug für die Gartenbahn in den Handel. Das Sortiment für die Spur G wurde seitdem rasch ausgebaut, wodurch Piko inzwischen zu einem Vollanbieter mit Lokomotiven, Wagen, Gleisen und Gebäudemodellen für die Spur G geworden ist. Seit 2010 vertreibt Piko auch ein Digitalsystem für Gartenbahnen. Bei der Fahrzeugentwicklung legt Piko seinen Schwerpunkt auf Regelspurfahrzeuge, die auf die Modellspurweite von 45 mm ausgelegt sind und sich am Maßstab von etwa 1:26 bis 1:29 orientieren. Seitdem wurden jedes Jahr je 1 bis 2 Lokomotiven und einige Waggons als komplette Formneuheiten und einige Varianten für die Spur G produziert.

### Übergreifende Produkte
Neben einem Vollsortiment in den Spurweiten H0 und G, einem kleinen Sortiment Lokomotiven und Waggons für die Spurweite TT ist Piko Hersteller von Gebäuden für die Nenngrößen H0, N, 1 und G.
Das Digitalsystem von Piko wurde zunächst in Zusammenarbeit mit anderen Firmen angeboten [Digitalsystem für die kleineren Spuren von ESU, Decoder/-Soundmodule in G von Uhlenbrock, Digitalsystem in G von Massoth]; hier verzichtete Piko zunächst auf Eigenentwicklungen. Seit 2019 gibt es aber auch von Piko selbst entwickelte Decoder (SmartDecoder mit und ohne Sound) und digitale Komponenten (SmartProgrammer, SmartTester, Servoantrieb für Pantographen).